# ملا اسحاق‌لی
ملا اسحاق‌لی (به لاتین: Mollaisaqlı) یک منطقه مسکونی در جمهوری آذربایجان است که در شهرستان اسماعیللی واقع شده است. ملا اسحاق‌لی ۱۰۵۱ نفر جمعیت دارد.